# Alison Skipworth
Alison Skipworth est une actrice britannique, née Alison Mary Elliott Margaret Groom à Londres (Angleterre, Royaume-Uni) le 25 juillet 1863, morte à Los Angeles (Californie, États-Unis) le 5 juillet 1952.

## Biographie
Ayant épousé Frank Skipworth en 1882, elle sera connue, tout au long de sa carrière, sous le nom d'Alison Skipworth. Au cinéma, elle participe exclusivement à des films américains, s'étant établie aux États-Unis vers 1900, et débute dans quatre courts métrages muets en 1912. Après deux autres films muets en 1920 (39 East (en), adaptation de la pièce éponyme de Rachel Crothers, qu'elle avait créée l'année précédente — 1919 — à Broadway) et 1921, elle apparaît surtout durant la période du parlant, dans 48 films, de 1930 à 1938.
Très active au théâtre, Alison Skipworth débute à Londres en 1894, et à Broadway (New York) en 1899. Elle joue régulièrement sur les scènes new-yorkaises jusqu'en 1930, puis après s'être retirée du cinéma, de 1938 à 1942 (année où elle met un terme définitif à sa carrière), dans des pièces principalement, mais aussi dans deux comédies musicales. Parmi ses partenaires à Broadway, citons-en trois : Lionel Atwill (L'Élévation de Henri Bernstein, en 1917), qu'elle retrouvera au cinéma dans deux de ses films les plus connus, Le Cantique des cantiques (1933) et La Femme et le Pantin (1935), tous deux avec également Marlene Dietrich ; Basil Rathbone (trois pièces, entre 1923 et 1926, dont La Grande Duchesse et le garçon d'étage d'Alfred Savoir et Le Cygne de Ferenc Molnár) ; et Miriam Hopkins (The Garden of Eden, en 1927), aux côtés de laquelle elle tournera ensuite dans le film Becky Sharp (1935).

## Filmographie
- 1912 : A Mardi Gras Mix Up, The Pilgrimage, Into the Jungle et A Political Kidnapping, courts métrages, réalisateur(s) non-connu(s)
- 1920 : 39 East (en) de John S. Robertson
- 1921 : Handcuffs or Kisses (en) de George Archainbaud de George Archainbaud
- 1925 : Big Pal de John G. Adolfi
- 1930 : Strictly Unconventional de David Burton
- 1930 : Raffles de George Fitzmaurice et Harry d'Abbadie d'Arrast
- 1930 : Outward Bound de Robert Milton
- 1930 : Les Amours d'une courtisane (Du Barry, Woman of Passion) de Sam Taylor
- 1930 : L'Amant de minuit (Oh, for a Man!)  de Hamilton MacFadden : Laura
- 1931 : The Virtuous Husband de Vin Moore
- 1931 : L'Ange de la nuit (Night Angel) d'Edmund Goulding
- 1931 : Devotion de Robert Milton
- 1931 : La Route de Singapour (The Road to Singapore) d'Alfred E. Green
- 1931 : Cette nuit ou jamais (Tonight or Never) de Mervyn LeRoy
- 1932 : C'est mon papa (en) (The Unexpected Father) de Thornton Freeland
- 1932 : Si j'avais un million (If I had a Million) de James Cruze
- 1932 : High Pressure de Mervyn LeRoy
- 1932 : Sinners in the Sun d'Alexander Hall
- 1932 : Nuit après nuit (Night after Night) d'Archie Mayo
- 1932 : Madame Racketeer de Harry Wagstaff Gribble et Alexander Hall
- 1933 : Princesse Nadia (Tonight Is Ours) de Stuart Walker
- 1933 : Le Cantique des cantiques (The Song of Songs) de Rouben Mamoulian
- 1933 : He learned about Women de Lloyd Corrigan
- 1933 : A Lady's Profession (en) de Norman Z. McLeod
- 1933 : Club de minuit (Midnight Club) d'Alexander Hall et George Somnes (en)
- 1933 : Alice au pays des merveilles (Alice in Wonderland) de Norman Z. McLeod
- 1933 : Tillie et Gus (Tillie and Gus) de Francis Martin
- 1934 : Six d'une sorte (Poker Party) de Leo McCarey
- 1934 : La Soirée de Miss Stanhope (Coming Out Party) de John G. Blystone
- 1934 : Wharf Angel de William Cameron Menzies et George Somnes (en)
- 1934 : Shoot the Works de Wesley Ruggles
- 1934 : Une femme diabolique (The Notorious Sophie Lang) de Ralph Murphy
- 1934 : Le capitaine déteste la mer (The Captain Hates the Sea) de Lewis Milestone
- 1934 : La Grande-Duchesse et le Garçon d'étage (Here Is My Heart) de Frank Tuttle
- 1935 : L'Intruse (Dangerous) d'Alfred E. Green

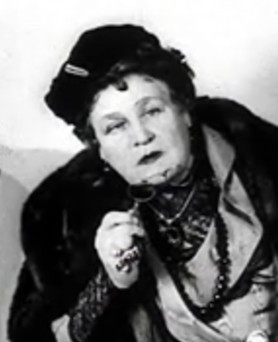
Alison Skipworth dans The Casino Murder Case (1935)

- 1935 : Un drame au casino (The Casino Murder Case) d'Edwin L. Marin
- 1935 : Doubting Thomas de David Butler
- 1935 : Becky Sharp de Rouben Mamoulian et Lowell Sherman
- 1935 : Shanghai de James Flood
- 1935 : Hitch Hike Lady (en) d'Aubrey Scotto
- 1935 : La Femme et le Pantin (The Devil is a Woman) de Josef von Sternberg
- 1935 : Une femme dans la rue (The Girl from 10th Avenue) d'Alfred E. Green
- 1936 : Une princesse à bord (The Princess Comes Across) de William K. Howard
- 1936 : L'Enchanteresse (The Gorgeous Hussy) de Clarence Brown
- 1936 : Le Billet fatal (Two in a Crowd) d'Alfred E. Green
- 1936 : Satan Met a Lady de William Dieterle
- 1936 : White Hunter d'Irving Cummings
- 1937 : Stolen Holiday de Michael Curtiz
- 1937 : Two Wise Maids de Phil Rosen
- 1938 : King of the Newsboys (en) de Bernard Vorhaus
- 1938 : Drôle d'équipe (Wide Open Faces) de Kurt Neumann
- 1938 : Ladies in Distress de Gus Meins

## Théâtre (à Broadway)
Pièces, sauf mention contraire
- 1899-1900 : The Manoeuvres of Jane de Henry Arthur Jones, avec Ferdinand Gottschalk
- 1900 : The Ambassador de John Oliver Hobbs
- 1900 : The Interrupted Honeymoon de F. Kinsey Peile
- 1900 : The Man of Forty de Walter Frith
- 1901-1902 : The Way of the World de Clyde Fitch
- 1903 : Mme Flirt (The Frisky Mrs. Johnson) de Paul Gavault et Georges Berr, adaptation et mise en scène de Clyde Fitch, avec Ferdinand Gottschalk
- 1903 : Captain Dieppe d'Anthony Hope et Harrison Rhodes, avec Charles Lane
- 1904 : Man proposes d'Ernest Denny
- 1905 : Friquet de Pierre Berton
- 1905 : Fritz in Tammany Hall, comédie musicale, musique de Jean Schwartz, lyrics de William Jerome, livret de John J. McNally
- 1906 : Cymbeline de William Shakespeare
- 1910-1911 : Suzanne de Frantz Fonson et Fernand Wicheler, adaptation de C. Haddon Chambers, avec Billie Burke
- 1913 : The Old Firm de Harry et Edward Paulton
- 1913-1914 : The Marriage Game d'Anne Crawford Flexner, avec Charles Trowbridge
- 1916-1917 : Major Pendennis, adaptation par Langdon Mitchell du roman L'Histoire de Pendennis (The History of Pendennis) de William Makepeace Thackeray, avec Walter Kingsford, Leonard Willey
- 1917 : L'Élévation (Elevation) de Henri Bernstein, avec Lionel Atwill
- 1918 : The Woman of the Index de Lillian Trimble Bradley et George Broadhurst (en)
- 1918 : Betty at Bay de Jessie Porter
- 1919 : 39 East de Rachel Crothers, avec Luis Alberni, Blanche Friderici, Henry Hull
- 1921-1922 : Lilies of the Field de William J. Hurlbut, avec Mary Philips, Cora Witherspoon
- 1922 : The Torch Bearers de George Kelly, avec Mary Boland
- 1923-1924 : Le Cygne (the Swan) de Ferenc Molnár, adaptation de Melville Baker, avec Philip Merivale, Basil Rathbone
- 1925 : Avril enchanté (The Enchanted April) de Kane Campbell, adaptation du roman éponyme d'Elizabeth von Arnim, avec Elisabeth Risdon
- 1925 : La Grande Duchesse et le Garçon d'étage (The Grand Duchess and the Waiter) d'Alfred Savoir, adaptation mise en scène par Frank Reicher, avec Elsie Ferguson, Basil Rathbone, Frederick Worlock
- 1926 : Port O' London de George W. Oliver, avec Walter Kingsford, Basil Rathbone
- 1926 : Ashes of Love de la comtesse Vera Cathcart, avec Lumsden Hare
- 1926 : Buy, buy, Baby de Russell Medcraft et Norma Mitchell, avec Laura Hope Crews, Thurston Hall, Verree Teasdale
- 1926-1927 : New York Exchange de Peter Glenny
- 1927 : Jenny de Corning White, avec Edward Arnold
- 1927 : The Garden of Eden d'Avery Hopwood, d'après Rudolf Bernauer et Rudolph Oesterreicher, avec Miriam Hopkins, Douglass Montgomery, Ivan F. Simpson
- 1927 : Spellbound de Frank Vosper
- 1927-1928 : Los Angeles de Max Marcin et Donald Ogden Stewart, produite par George M. Cohan, avec Jack La Rue, Helen Vinson
- 1928 : Mrs. Dane's Defense de Henry Arthur Jones, avec Stanley Logan, Robert Warwick
- 1928 : Say when, comédie musicale, musique et lyrics de divers, livret de Calvin Brown, d'après la pièce Love in a Mist de Gilbert Emery et Amelie Rivers, avec Gene Raymond
- 1928-1929 : Angela de Fanny Todd Mitchell, d'après A Royal Family de Robert Marshall, avec Eric Blore, Jeanette MacDonald
- 1929 : Cafe de Danse, adaptation de Leontrovitch Mitchell et Clarke Silvernail, mise en scène par (et avec) Gregory Ratoff
- 1929 : Button, Button de Maurice Clark, mise en scène par Maurice Clark et Henry C. Potter, avec Ann Shoemaker
- 1929 : A Primer for Lovers de William J. Hurlbut, avec Gavin Muir, Robert Warwick
- 1930 : Marseilles de Sidney Howard, d'après la trilogie marseillaise de Marcel Pagnol, avec Guy Kibbee
- 1938 : 30 Days Hath September d'Irving Gaumont et Jack Sobell
- 1939-1940 : When we are married de John Boynton Priestley, avec Sally O'Neil, Tom Powers, Philip Tonge
- 1941 : First Stop to Heaven de Norman Rosten, avec Eduard Franz
- 1942 : Lily of the Valley de (et mise en scène par) Ben Hecht, avec Joseph Pevney